# Lars Börjesson (konstnär)
Lars Roland Börjesson, född 1922 i Göteborg, död 1999, var en svensk målare och  grafiker.
Börjesson studerade vid Valands målarskola och bedrev självstudier under resor till ett flertal länder. Hans konst består av landskapsbilder och dramatiska scener från tjurfäktningsuppvisningar. Han utgav en serie dikter som han själv illustrerade med etsningar. Börjesson är representerad vid Nationalmuseum, Moderna museet, Malmö museum och Göteborgs konstmuseum.